# Wolferschwenda
Wolferschwenda est une commune allemande de l'arrondissement de Kyffhäuser, Land de Thuringe.

## Géographie
Wolferschwenda se situe au nord-est du Heilinger Höhen.
|                 | Abtsbessingen  |              |
| Freienbessingen | Wolferschwenda | Großenehrich |
| Mittelsömmern   |                | Hornsömmern  |

## Histoire
Wolferschwenda est mentionné pour la première fois dans un document signé par Otton II sous le nom de Voulfheresvouinidon.

## Personnalités liées à la commune
- Johann Christian Quandt père (1704–1750), ecclésiastique protestant

## Source, notes et références
- (de) Cet article est partiellement ou en totalité issu de l’article de Wikipédia en allemand intitulé « Wolferschwenda » (voir la liste des auteurs).